# سفپیرامید
سفپیرامید(به انگلیسی: Cefpiramide) یک آنتی بیوتیک سفالوسپورینی نسل سوم است. 